# 43935 Danshechtman
43935 Danshechtman è un asteroide della fascia principale. Scoperto nel 1996, presenta un'orbita caratterizzata da un semiasse maggiore pari a 2,1388912 UA e da un'eccentricità di 0,1370590, inclinata di 2,91832° rispetto all'eclittica.